# 安徽省作家协会
安徽省作家协会，简称安徽省作协，是中华人民共和国安徽省作家和文学工作者组成的专业性人民团体，是中国作家协会的团体会员，现为安徽省文联下属二级机构。其最高权力机构为安徽省作家协会代表大会。

## 历届主席
- 第五届2013

副主席：许春樵
- 第六届2019

主席：许春樵
副主席：方维保、伍美珍（女）、刘楚仁、孙志保、李凤群（女）、李国彬、陈先发、陈家桥、赵焰、胡竹峰、洪放、曹多勇